# Samir Javadzadeh
Samir Javadzadeh é um cantor proveniente do Azerbaijão, e foi juntamente com Elnur Hüseynov, o primeiro representante do país no Festival Eurovisão da Canção, na sua 53º edição.